# Distrikt Mariscal Cáceres (Huancavelica)
Der Distrikt Mariscal Cáceres liegt in der Provinz Huancavelica in der Region Huancavelica im Südwesten von Zentral-Peru. Der Distrikt wurde am 27. März 1935 gegründet. Benannt wurde der Distrikt nach Andrés Avelino Cáceres (1836–1923), zweimaliger Präsident von Peru.
Der Distrikt besitzt eine Fläche von 5,21 km². Beim Zensus 2017 wurden 526 Einwohner gezählt. Im Jahr 1993 lag die Einwohnerzahl bei 424, im Jahr 2007 bei 760. Sitz der Distriktverwaltung ist die 2847 m hoch gelegene Ortschaft Mariscal Cáceres mit 461 Einwohnern (Stand 2017). Mariscal Cáceres befindet sich 28 km nordnordöstlich der Provinz- und Regionshauptstadt Huancavelica.

## Geographische Lage
Der Distrikt Mariscal Cáceres liegt im ariden Andenhochland im Norden der Provinz Huancavelica. Der Distrikt liegt am rechten Flussufer des nach Osten strömenden Río Mantaro oberhalb der Einmündung des Río Ichu.
Der Distrikt Mariscal Cáceres grenzt im Süden und im Westen an den Distrikt Huando, im Norden an den Distrikt Ahuaycha (Provinz Tayacaja) sowie im Osten an den Distrikt Acoria.